# Abbots Langley
Abbots Langley je obec ve Spojeném království, kde patří do anglického hrabství Hertfordshiru. K roku 2011 měla bezmála dvacet tisíc obyvatel.

## Poloha
Abbots Langley leží mezi městy Hemel Hempsteadem, který je od něj severozápadně, a Watfordem, který je od něj jihovýchodně. Od St Albans je vzdáleno několik kilometrů jihozápadně.

## Dějiny
Kniha posledního soudu uvádí k roku 1086 v obci 19 rodin a používá variantu jména Langelai. 

### Rodáci
- Nicolaus Breakspear (přibližně 1100 – 1159), duchovní, v letech 1154–1159 byl papežem pod jménem Hadrián IV.